# 제11군단 (조선민주주의인민공화국)
제11군단, 위장명칭 제465군부대 또는 제630연합대부대는 평안남도 덕천시에 본부를 두고 있었던 조선인민군 육군의 군단이자, 모든 특수부대를 통솔하는 사령부였다. 2017년 4월 15일자로 특수작전군으로 독립되어 있다.

## 역사
군단은 제17정찰여단에 각각 1967년 10월 초순과 5월 16일에 창설된 민족보위성 정찰총국 소속 제124군부대와 제283군부대를 병합하여 1969년 1월 특수 제8군단을 창설하였다. 1983년 7월 총참모부 예속 경보교도지도국으로 변경되었다가, 1991년 제11군단으로 재편성되었다.
2011년 12월 14일, 세종연구소의 정성장 수석연구위원은 최경성 상장이 군단장이라는 정보를 정보통을 통해 알아냈다고 발표하였다.
2017년 4월 15일, 기존 조선인민군 육군 소속에서 제5번째 독립군종인 특수작전군으로 독립되었다. 2020년에는 병력의 일부가 중국과 국경을 맞대고 있는 양강도 혜산시에 전면 배치되었다고 한다. 
그러던 중 폭풍군단과 북한의 국경 수비대 간 총격 사건이 발생하기도 하였다.
김정일의 지시에 따라 예하 소속 경보, 항공 육전, 저격여단을 "번개", "우뢰", "벼락"으로 부르고 있다. 4개 경보병, 7개 항공 육전, 3개 저격여단으로 이루어져 있는 것으로 알려져 있지만, 현재 서수가 식별된 여단은 아래와 같다.
- 제16저격여단
- 제38항공육전여단 - 평양직할시 상원군
- 제43산악경보병저격여단(5개 대대) - 량강도 혜산시 갑산군

## 역대 11군단 군단장
- 초대
- ?대 최경성
- ?대 김영복[5]

## 계보
- 1969년 1월, 특수 제8군단 창설
- 1983년 7월, 경보교도지도국 
→영어: Light Infantry Guide Bureau
- 1991년, 제11군단 창설
- 2017년 4월 15일, 조선인민군 특수작전군 창설

## 참고
1. ↑  “국방사건사 1집” (PDF). 국방부 군사편찬연구소: 52. 2015년 2월 17일에 원본 문서 (PDF)에서 보존된 문서. 2014년 4월 29일에 확인함.
2. ↑  이용수 (2011년 12월 14일). “김정은 오른팔?… 北 폭풍군단장(최정예 특수부대 11군단) 베일 벗다”. 조선일보. 2014년 3월 17일에 확인함.
3. ↑  조선일보 (2020년 7월 31일). “[단독] 김정은 오른팔?… 北 폭풍군단장(최정예 특수부대 11군단) 베일 벗다”. 2023년 9월 11일에 확인함.
4. ↑  조선일보 (2020년 12월 11일). “[단독] 북한군끼리 총쐈다...폭풍군단, 국경 경비대 총격사건”. 2023년 9월 11일에 확인함.
5. ↑  권오균 (2017년 4월 17일). “북한 특수작전군 신임 사령관, 김영복 전 11군단장”. 2023년 9월 11일에 확인함.